# Tsirananaclia milloti
Tsirananaclia milloti är en fjärilsart som beskrevs av Griveaud 1964. Tsirananaclia milloti ingår i släktet Tsirananaclia och familjen björnspinnare. Inga underarter finns listade i Catalogue of Life.